# カスパルス・ゴルクシュス
カスパルス・ゴルクシュス（Kaspars Gorkšs, 1981年11月6日 - ）は、ソビエト連邦（現ラトビア）・リガ出身の元同国代表サッカー選手。現役時代のポジションはディフェンダー。

## 経歴
2005年12月24日のタイ代表戦でラトビア代表デビューを果たした。2013年2月現在、ラトビア代表において主将を務めている。
長らくフットボールリーグ・チャンピオンシップでプレーしていたが、2012-13シーズンにはレディングFCの昇格によりプレミアリーグデビューを果たし、2012年12月4日には古巣のクイーンズ・パーク・レンジャーズFCを相手にプレミア初ゴールを決めている。
2017年2月6日、リガFCに加入することが発表された。
2017年10月31日、ラトビア代表を引退することを表明した。

## 人物
既婚者であり2児の父。
父親のジュリス・ゴルクシュスはラトビア2部・FKアウダの会長を、弟のリハルズ・ゴルクシュスは同クラブのGMを務めている。

## タイトル

### クラブ
ヴェンツピルス
- ヴィルスリーガ : 2006

QPR
- フットボールリーグ・チャンピオンシップ : 2010-2011

レディング
- フットボールリーグ・チャンピオンシップ : 2011-2012

### 個人
- ラトビア年間最優秀選手 : 2009, 2010

## 代表
- ラトビアU21代表 2001-2003

12試合出場
- ラトビア代表 2005-2017

国際Aマッチ 86試合出場 5得点